# Leškovice

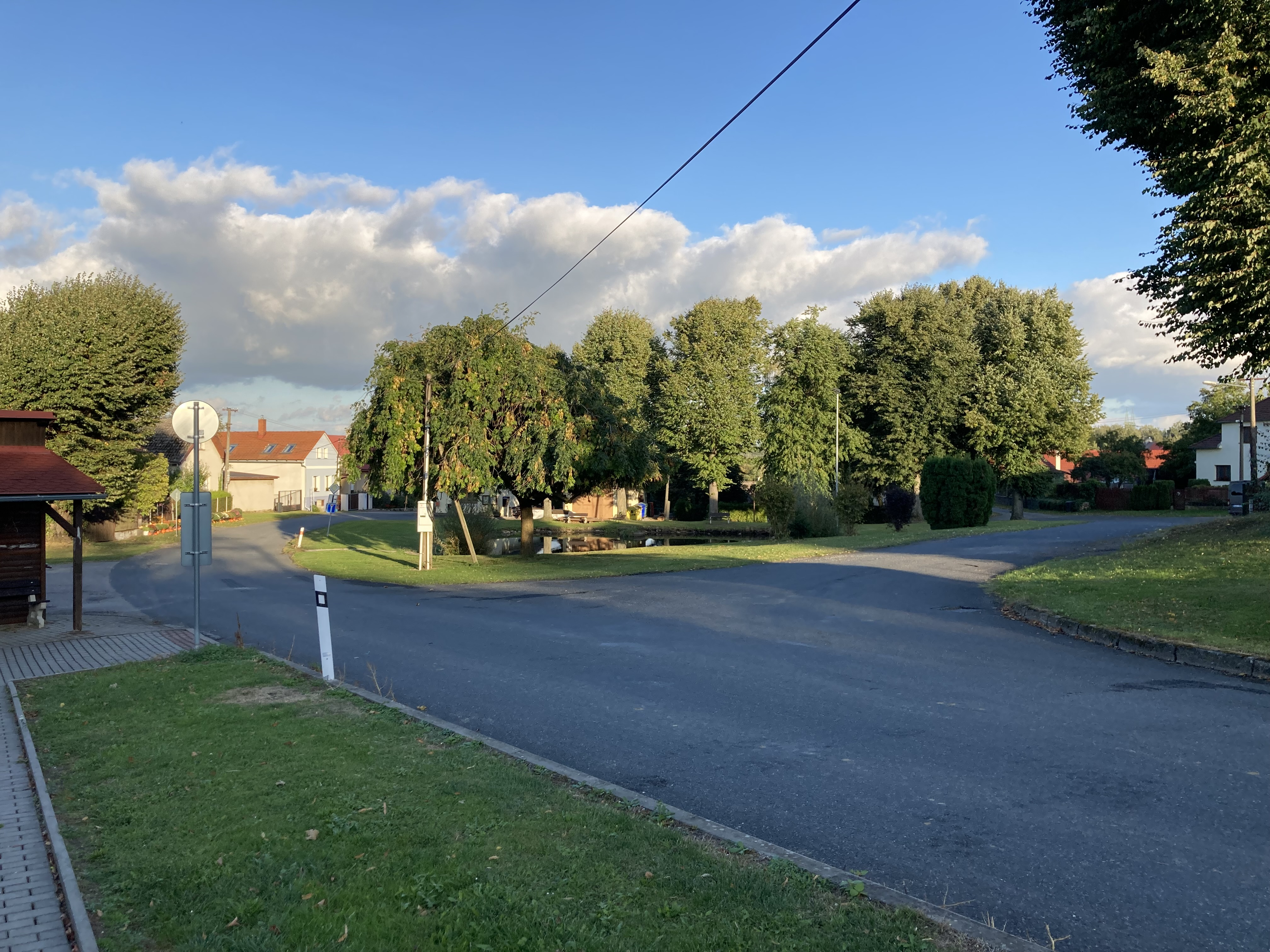
Dorfplatz

Leškovice (deutsch Leschkowitz) ist eine Gemeinde in Tschechien. Sie liegt vier Kilometer östlich von Habry und gehört zum Okres Havlíčkův Brod.

## Geographie
Leškovice befindet sich linksseitig über dem Tal des Baches Hostačovka in der Hornosázavská pahorkatina (Hügelland an der oberen Sázava). Südöstlich erhebt sich der Na Jesení (352 m n.m.). 
Nachbarorte sind Hostovlice und Košťany im Norden, Dálčice und Petrovice u Uhelné Příbramě im Nordosten, Uhelná Příbram im Osten, Jarošov, Nejepín und Vepříkov im Südosten, Cihelna, Jedlina, Jiříkovský Mlýn, Jiříkov und Miřátky im Süden, Čejkův Mlýn, Na Pekle, Bačkov und Habry im Südwesten, Rybníček im Westen sowie Zhoř und Jakubovice im Nordwesten. 

## Geschichte
Die erste urkundliche Erwähnung erfolgte im Jahre 1552, als Burian Trčka von Lípa die Dörfer Lezkowicze, Choštišťany, Rybniczek, Vohančice, Zábělčice und Frydnawa an Marianne Robenhaupt von Soutice (Mariana Robmhápová ze Soutic) verkaufte. Sie bildete daraus das Gut Zábělčice. 1559 wurde der Kauf in der Landtafel eingetragen. 1566 verkaufte sie das Gut Zábělčice mit den sechs Dörfern für 2600 Schock Böhmische Groschen an Jiří Mnětický von Mnětice. Im Jahre 1580 erwarb Wenzel Robenhaupt von Sucha auf Seč das Gut Zábělčice mit den Dörfern Zábělčice, Rybníček, Košťany, Vohančice, Frýdnava und Leškovice erblich von König Rudolf II. Er kaufte im selben Jahr von Albrecht Slavata von Chlum und Koschumberg noch das Städtchen Jeníkov hinzu und vereinigte beide Güter. Ab 1600 gehörte Leškovice zur Feste Nové Vohančice und ab 1638 wieder zur Herrschaft Jeníkov. In der berní rula von 1654 ist Leškovice noch unter den Dörfern der Herrschaft Jeníkov aufgeführt. Wahrscheinlich nach 1673, als die Grafen Caretto-Millesimo sowohl die Herrschaft Jenikau als auch die Herrschaft Wilimow besaßen, wurde Leškovice an Wilimow angeschlossen. Die Grafen Caretto von Milessimo erhoben die Herrschaft Wilimow später zum Familienfideikommiss.
Im Jahre 1840 bestand das im Caslauer Kreis gelegene Dorf Leschkowitz bzw. Lesskowice aus 32 Häusern, in denen 240 Personen lebten. Unter dem Patronat der Gemeinde stand eine Privatschule. Im Ort gab es außerdem einen herrschaftlichen Meierhof und ein Wirtshaus. Pfarr- und Amtsort war Kloster. Bis zur Mitte des 19. Jahrhunderts blieb Leschkowitz der Familienfideikommissherrschaft Wilimow untertänig.
Nach der Aufhebung der Patrimonialherrschaften bildete Leškovice ab 1849 eine Gemeinde im Gerichtsbezirk Habern. Ab 1868 gehörte der Ort zum Bezirk Časlau. 1869 hatte Leškovice 246 Einwohner und bestand aus 35 Häusern. Im selben Jahr erfolgte die Eröffnung einer neuen Dorfschule. Im Jahre 1900 lebten in Leškovice 194 Menschen, 1910 waren es 216. 1924 wurde ein neues größeres Schulhaus eingeweiht, in dem auch die Kinder aus Petrovice unterrichtet wurden. 1930 hatte Leškovice 215 Einwohner und bestand aus 41 Häusern. Während der deutschen Besetzung agierte in der Gegend die Partisanengruppe „Mistr Jan Hus“. Zum Ende des Zweiten Weltkrieges starben nördlich des Dorfes sieben junge Leute aus der Partisanengruppe bei einem Gefecht. 1949 wurde die Gemeinde dem Okres Chotěboř zugeordnet. Die Schule wurde 1959 geschlossen und im Schulhaus ein Museum des Partisanenwiderstands eingerichtet. Seit der Gebietsreform von 1960 gehört Leškovice zum Okres Havlíčkův Brod. Zum 1. Januar 1989 erfolgte die Eingemeindung nach Habry. Das Partisanenmuseum wurde 1990 geschlossen. Leškovice löste sich am 24. November 1990 wieder von Habry los und bildete eine eigene Gemeinde. Als Sitz der Gemeindeverwaltung dient das ehemalige Schulhaus. Beim Zensus von 2001 lebten in den 47 Häusern der Gemeinde 81 Personen.

## Sehenswürdigkeiten

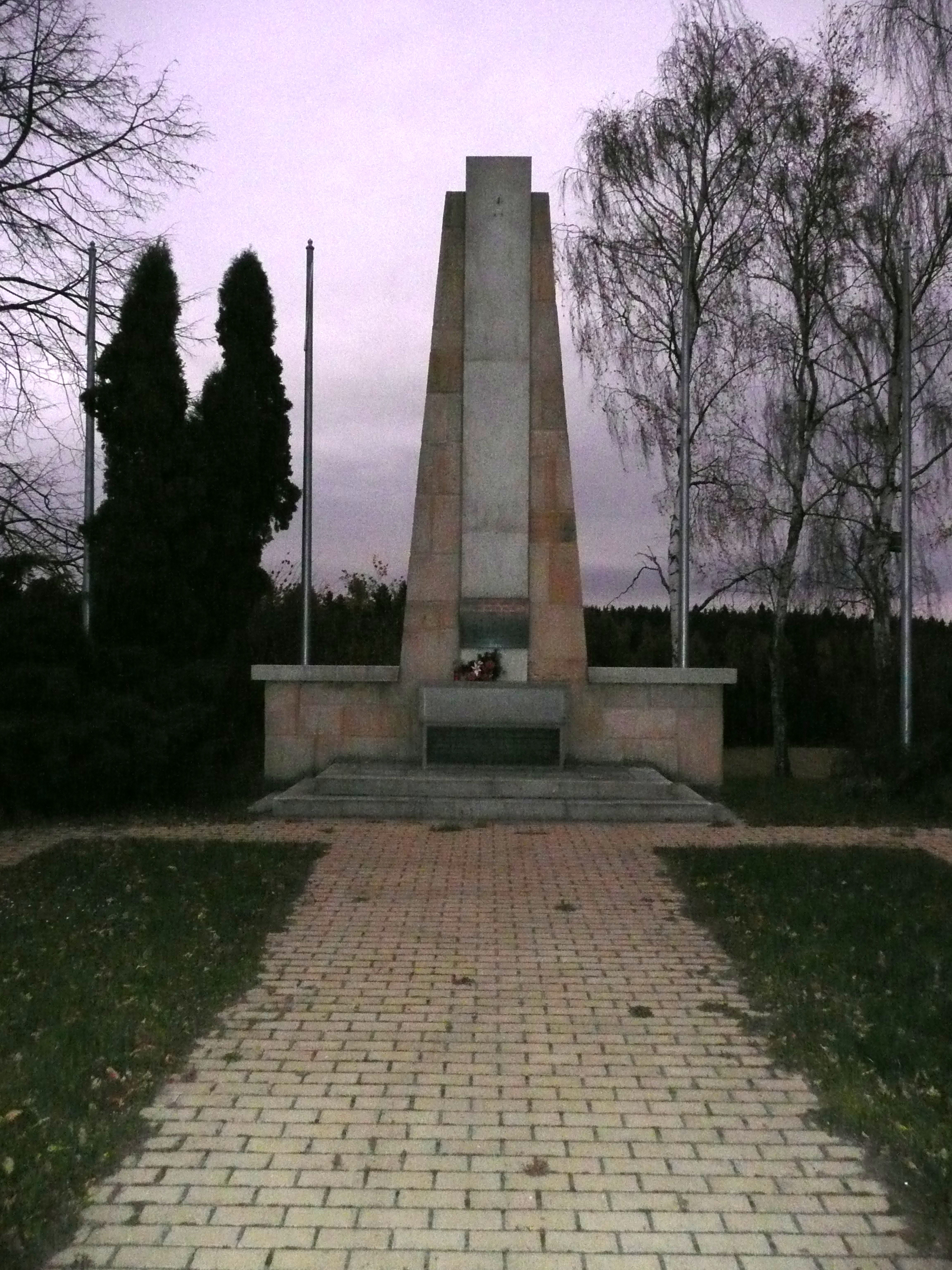
Denkmal für die gefallenen Partisanen

- Granitstein zum Gedenken an die gefallenen Partisanen, anderthalb Kilometer nördlich des Dorfes am Ort des Gefechts, Kulturdenkmal
- Partisanendenkmal, der Sandsteinobelisk wurde 1955 auf den Feldern nördlich des Dorfes errichtet und 2006 rekonstruiert. Im Herbst 2006 wurden die zwei Bronzetafeln von Metalldieben gestohlen. Der Obelisk ist ebenfalls ein Kulturdenkmal.
- Gedenkstein für die Gefallenen des Ersten Weltkrieges, auf dem Dorfplatz, enthüllt 1924
- Kreuz auf dem Dorfplatz, geschaffen 1835